# SC Germania Düren
SC Germania Düren was een Duitse voetbalclub uit Düren in de Duitse deelstaat Noordrijn-Westfalen.

## Geschiedenis
De club werd opgericht in 1899 als FC Germania Düren. De club was aangesloten bij de West-Duitse voetbalbond en speelde in de Zuidrijncompetitie en promoveerde in 1906 voor het eerst naar de hoogste klasse. De club eindigde in de eerste jaren steevast bij de laatste twee. In 1912/13 degradeerde de club door inkrimping van de competitie nadat de Zehnerliga werd opgeheven. De club nam in 1913 ook de naam SC Germania Düren aan. De clubs uit Düren gingen nu in de Noordrijncompetitie spelen en na één seizoen promoveerde Germania weer. In 1915/16 fuseerde de club tijdelijk met Germania Düren tot KSG Düren en werd opnieuw kampioen. Na één seizoen werd de fusie ongedaan gemaakt. In 1918/19 werd de club kampioen van het district Aken-Düren. In 1919/20 ging de club in de Westrijncompetitie spelen, die na één seizoen opging in de nieuwe Rijncompetitie. De club plaatste zich hier niet voor en degradeerde. In 1922 promoveerde Germania weer. De club speelde vier seizoenen in de lagere middenmoot en degradeerde dan weer.
In 1935 fuseerde de club met rivaal Dürener SC 03 en werd zo SG Düren 99.

## Erelijst
Kampioen Noordrijn-Aken/Düren
1919